# Adam O’Farrill

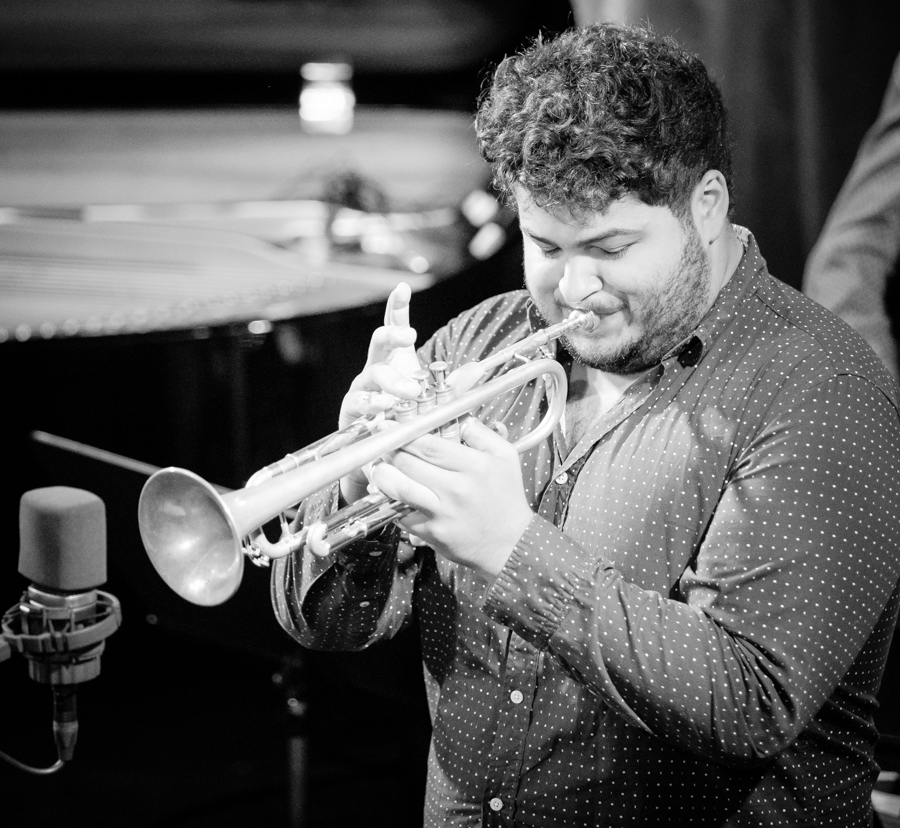
Adam O’Farrill (2018)

Adam O’Farrill (* 8. September 1994 in Brooklyn, New York City) ist ein US-amerikanischer Jazzmusiker (Trompete, Arrangement, Komposition).

## Leben und Wirken
O’Farrill arbeitete ab den späten 2000er-Jahren in der New Yorker Jazzszene u. a. in Afro Latin Jazz Orchestra seines Vaters Arturo O’Farrill und mit seinem älteren Bruder, dem Schlagzeuger Zack O’Farrill in der Band The O’Farrill Brothers (Album Giant Peach, 2011), des Weiteren mit Rudresh Mahanthappa (Bird Calls, 2015) und Stephen Crump (Rhombal, 2016). Im Bereich des Jazz war er zwischen 2008 und 2017 an elf Aufnahmesessions beteiligt. Er gehörte auch der Morris/Webber Big Band an (Both Are True, 2020). Unter eigenem Namen legte er 2016 sein Debütalbum Stranger Days (Sunnyside) vor, das der Postbop-Tradition folgt.
2014 war O’Farrill Preisträger im Thelonious-Monk-Wettbewerb. Er tourte drei Jahre lang mit der Band des Saxophonisten Rudresh Mahanthappa und spielte auf Mahanthappas Album Bird Calls. Er ist auch bei Mary Halvorsons Alben Code Girl. Artless Falling und Amaryllis / Belladonna (2022), Jon Irabagons Rising Sun (2022) sowie bei Anna Webber und Angela Morris’ Big-Band-Aufnahme Both Are True zu hören. Er wirkte auch bei Anna Webbers Album Shimmer Wince (2023), Hiromis Album SonicWonderland (2023), Patricia Brennans Breaking Stretch (2024) und auf Mary Halvorsons Alben Artlessly Falling (2020), Cloudward (2024) und About Ghosts (2025) mit.

## Diskographische Hinweise
- Visions of Your Other (2021), mit Xavier Del Castillo, Walter Stinson, Zack O’Farrill
- For These Streets (2025)